# غريغ براون (مغن مؤلف)
غريغ براون (بالإنجليزية: Greg Brown)‏ هو مغن مؤلف أمريكي، ولد في 2 يوليو 1949 في فيرفيلد في الولايات المتحدة.

## وصلات خارجية
- الموقع الرسمي
- غريغ براون على موقع IMDb (الإنجليزية)
- غريغ براون على موقع ميوزك برينز (الإنجليزية)
- غريغ براون على موقع أول ميوزيك (الإنجليزية)
- غريغ براون على موقع ديسكوغز (الإنجليزية)